# Incursión de Tiótkino de 2025
En mayo de 2025, las Fuerzas Armadas de Ucrania realizaron una incursión en el territorio de la Federación de Rusia en Tiótkino en el óblast de Kursk.

## Fondo
En agosto de 2024, las Fuerzas Armadas de Ucrania lanzaron una operación ofensiva en la región rusa de Kursk.  En marzo de 2025, las fuerzas rusas lanzaron una contraofensiva, que resultó en la liberación de la mayor parte del territorio que había quedado bajo control ucraniano, y la entrada en territorio ucraniano en el óblast de Sumy.

## Incursión
Se cree que la incursión en Tiótkino comenzó en la noche del 4 al 5 de mayo.
Imágenes geolocalizadas publicadas el 6 de mayo indicaron que las fuerzas ucranianas habían cruzado la frontera internacional entre el óblast de Sumy (Ucrania) y el óblast de Kursk (Rusia), avanzando hacia la aldea de Tiótkino.Las imágenes mostraban un ataque aéreo ruso contra un edificio en la zona sur del asentamiento. Fuentes rusas afirmaron que las fuerzas ucranianas no habían avanzado más de dos calles dentro del asentamiento.
Imágenes geolocalizadas publicadas al día siguiente indicaban que las fuerzas ucranianas habían avanzado más hacia la parte suroeste del asentamiento, a lo largo de la calle Chapayeva, así como al sureste de Tyotkino. También hubo informes entre fuentes rusas de que las fuerzas ucranianas habían tomado el control de la aldea de Novyi Put.
Las imágenes geolocalizadas publicadas el 8 de mayo indicaron que las fuerzas ucranianas habían avanzado más en la parte suroccidental de Tiótkino, pero no estaba claro cuándo se había producido el avance.
Fuentes rusas dijeron que los ataques ucranianos tuvieron lugar en Tiótkino y Novyi Put los días 8, 9 y 10 de mayo, durante un alto el fuego unilateral ruso por el feriado del Día de la Victoria.
Imágenes geolocalizadas publicadas el 10 de mayo indicaron que las fuerzas ucranianas habían avanzado sobre un complejo agrícola al sur de Tiótkino.
Las fuerzas rusas llevaron a cabo operaciones ofensivas en la óblast de Kursk el 30 y 31 de mayo. Fuentes rusas informaron que las fuerzas ucranianas intentaron atacar hacia Novyi Put y Tiótkino.

## Análisis
Según el bloguero militar "Reporting from Ukraine", la incursión ejerció presión adicional sobre las reservas rusas y podría haberlas forzado a una reacción exagerada que podría haber provocado problemas aún más graves, como una penetración a nivel operativo. El bloguero afirmó que el objetivo de la incursión era abrir un nuevo frente, ampliar aún más las defensas rusas y explotar vulnerabilidades, especialmente mientras las fuerzas rusas seguían involucradas en las operaciones ucranianas en Bélgorod y el asalto inicial a Kursk.

## Fuerzas opuestas
Según se informa , elementos del 217º Regimiento Aerotransportado de la Guardia Nacional de Rusia y de su 56º Regimiento de Asalto Aéreo de la Guardia operaron cerca de Tiótkino durante la incursión.